# 吉柳さおり
吉柳 さおり（きりゅう さおり）は、日本の実業家。株式会社プラチナム代表取締役。株式会社ベクトル取締役。慶應義塾大学非常勤講師。

## 人物
神奈川県に生まれる。弁護士を目指して慶應義塾大学法学部法律学科に入学。その翌年、株式会社ベクトルで、アルバイトを開始。同社設立メンバーたちと一緒に、テレビ担当のPRとして働き始める。2002年に、株式会社ベクトル取締役に就任。2004年には株式会社ベクトルコミュニケーション（現プラチナム）代表取締役に就任する。

## エピソード
- 学生のアルバイト当時から、仕事は飛び込み営業が基本だった。営業先開拓のため、新聞のテレビ欄でテレビ局の代表電話番号を調べては、学校から日々30件ぐらいプロモートのアポを取るための電話。社会人のふりをしてテレビ局に通う。テレビのエンディングロールを録画して、プロデューサーやディレクター、曜日担当ディレクターなどの名前を全部メモ。さらに、局内に潜入できた時は、連絡ボードに書いてあるスタッフの序列を全部チェック。また、四季報に出ている企業に片っ端から電話連絡するなどの工夫をおこなっていた[1][2]。
- 自身の人生観は「自分が以前に考えたことが、そっくりそのまま結果として訪れる」。実際に、自分がイメージしていたことが、これまでほとんど実現してきたためとしている[3]。
- 採用したい人材について「日本でこの遊びを極めているのは自分だけなんです」と自信を持って言えるぐらいの人材。「遊びはクリエイティブなものなので、自由な環境下でゼロからなにかを生み出せる人間でないとPRには向かない」と答えている[3]。

## 経歴
神奈川県に生まれる。

1994年 慶應義塾大学法学部法律学科入学。

1995年 株式会社ベクトル アルバイト入社

1998年 株式会社ベクトルに初の新卒入社。

2002年 株式会社ベクトル取締役に就任。日韓ワールドカップの国立競技場パブリックビューイングを手がける。

2004年 株式会社ベクトルコミュニケーション（現プラチナム）代表取締役に就任。

2006年 オフィス移転に伴い、株式会社プラチナムに社名変更。

2011年 慶應義塾大学非常勤講師

2012年 株式会社ベクトル　東証マザーズに上場

2014年 株式会社ベクトル　東証一部に上場

## 著書
- 『めざせ!　美人おばさん~ホリスティックビューティ30の処方箋』（オンブック、2007年7月）ISBN 490295060X